# Peupliers sur l'Epte (Monet, Édimbourg)
Peupliers sur l'Epte (ou Peupliers sur les bords de l'Epte) est une peinture à l'huile de Claude Monet, datant de 1891, conservée à la Galerie nationale d'Écosse d'Édimbourg.

## Description
Le tableau représente des peupliers qui se reflètent dans les eaux de la rivière Epte, près de Giverny. L'œuvre a été réalisée par l'artiste l'année suivant son installation à Giverny. Il fait partie d'une série de 23 toiles du peintre sur le thème des  Peupliers.
La toile est conservée à la National Gallery of Scotland, à Edimbourg, entre deux autres peintures de Monet, Effet de neige et Navigation à la pleine lune.